# Dead Flowers (EP)
Dead Flowers è il primo EP della cantante country statunitense Miranda Lambert. È stato pubblicato l'8 settembre 2009, tre settimane prima la pubblicazione del suo quarto album Revolution. L'EP contiene il singolo "Dead Flowers" e tre canzoni provenienti dall'album precedente della cantante, Crazy Ex-Girlfriend, disponibili solo nell'edizione limitata del disco.

## Tracce
1. "Dead Flowers" (Miranda Lambert) — 3:38
2. "Take It Out on Me" (Miranda Lambert, Travis Howard, Dennis Matkasy) — 3:29
3. "I Just Really Miss You" (Miranda Lambert, Keith Gattis, Howard) — 5:23
4. "Nobody's Used to Be" (Miranda Lambert, Rick Lambert) — 2:48